# 小行星6512
小行星6512（6512 de Bergh）是一颗绕太阳运转的小行星，为主小行星带小行星。该小行星于1987年9月21日发现。

## 轨道参数
小行星6512的轨道半长轴为2.5716044 UA，离心率为0.186。